# Climatología

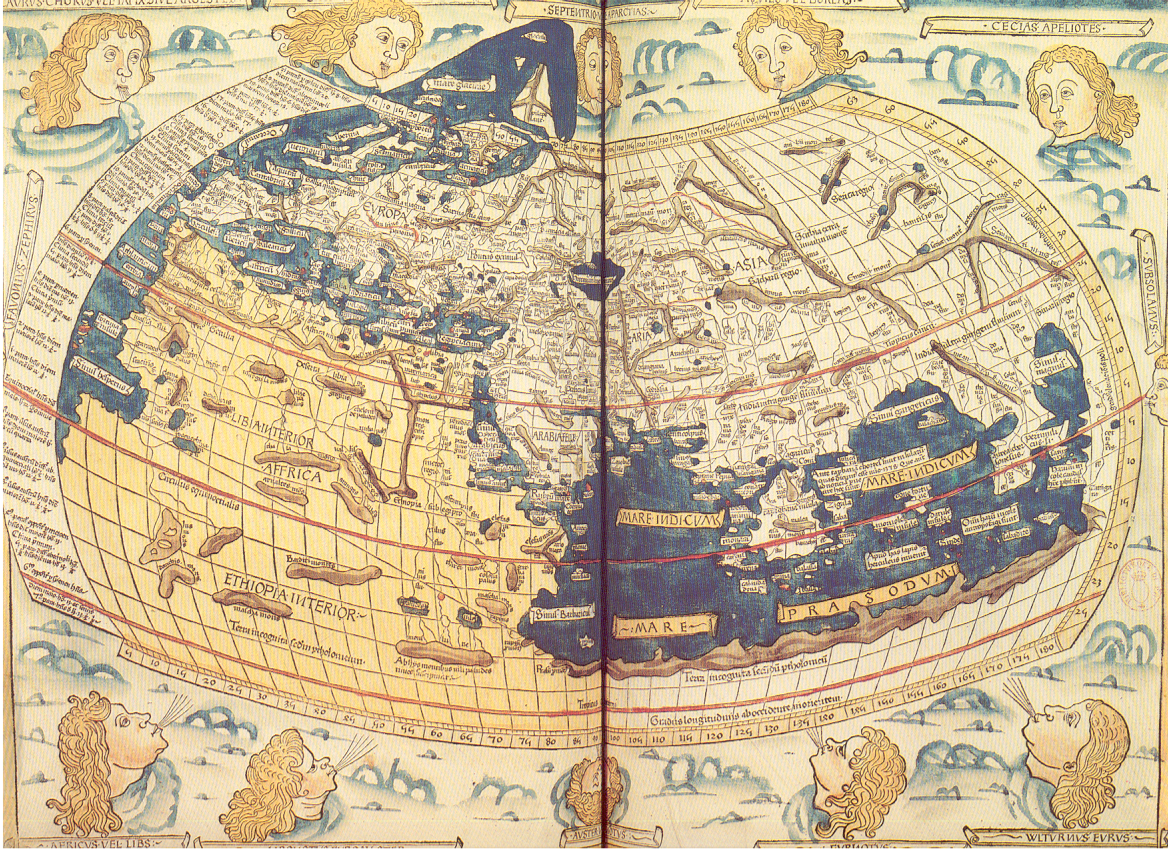
El planeta según Ptolomeo, de acuerdo con la interpretación de Johannes de Armsshein de 1482, donde se muestran las zonas climáticas de la superficie terrestre separadas por paralelos de latitud.

Clasificación Climática Köppen-Geiger

La climatología es la ciencia o rama de la geografía y de las ciencias de la Tierra que se ocupa del estudio de los fenómenos meteorológicos y sus variaciones a lo largo del tiempo cronológico. Ha sido un asunto del que se ha ocupado la geografía desde sus comienzos.
Aunque utiliza los mismos parámetros que la meteorología (ciencia que estudia el tiempo atmosférico), su objetivo es diferente, ya que no pretende hacer previsiones inmediatas, sino estudiar las características climáticas a largo plazo.
De las condiciones atmosféricas dependen muchas actividades humanas, desde la agricultura hasta un simple paseo por el campo. Por eso se ha hecho un esfuerzo ingente por predecir el tiempo tanto a corto como a medio plazo.
Cuando una comarca, ciudad, ladera, etc. tiene un clima diferenciado del clima zonal se dice que es un "topoclima"; este se caracteriza por estar mayormente afectado por el estado local del resto de los factores geográficos (geomorfología, hidrografía, etc.). Además, se llama microclima al que no tiene divisiones inferiores, como el que hay en una habitación, debajo de un árbol o en una determinada esquina de una calle. Determina de manera fundamental las características principales de la arquitectura bioclimática.
El clima tiende a ser regular en períodos muy largos, incluso geológicos, determinando de gran manera la evolución del ciclo geográfico de una región, lo que permite el desarrollo de una determinada vegetación y un tipo de suelos determinados por la latitud, es decir, suelos zonales. Pero, en períodos geológicos, el clima también cambia de forma natural, los tipos de tiempo se modifican y se pasa de un clima a otro en la misma zona.
El tiempo y el clima tienen lugar en la atmósfera. Para definir un clima es necesaria la observación durante un lapso largo (la Organización Meteorológica Mundial estableció periodos mínimos de treinta años, pero hay autores que creen que deben ser más largos, de cien o superiores, para registrar las variaciones de forma suficiente). Las observaciones de temperatura, presión atmosférica, vientos, humedad y precipitaciones, así como el tipo o tipos de tiempo que se recogen en las estaciones meteorológicas. Con estos datos se elaboran tablas de valores medios que se trasladan a climogramas, representaciones gráficas de la variación anual de temperatura y precipitaciones, como variables.

## Historia
Los griegos iniciaron el estudio formal del clima; de hecho, la palabra clima deriva de la palabra griega klima, que significa "pendiente", refiriéndose a la pendiente o inclinación del eje de la Tierra. Podría decirse que el texto clásico más influyente sobre el clima fue Sobre los aires, el agua y los lugares escrito por Hipócrates alrededor del año 400 a. C. Esta obra comentaba el efecto del clima en la salud humana y las diferencias culturales entre Asia y Europa. Esta idea de que el clima controla qué países sobresalen en función de su clima, o determinismo climático, siguió siendo influyente a lo largo de la historia. El científico chino Shen Kuo (1031-1095) dedujo que los climas cambiaban de forma natural a lo largo de un enorme lapso de tiempo, tras observar bambú petrificado encontrado bajo tierra cerca de Yanzhou (actual Yan'an, provincia de Shaanxi), una zona de clima seco inadecuada para el crecimiento del bambú.
La invención del termómetro y del barómetro durante la Revolución Científica permitió el registro sistemático, que comenzó ya en 1640-1642 en Inglaterra. Entre los primeros investigadores del clima se encuentran Edmund Halley, que publicó un mapa de los vientos alisios en 1686 tras un viaje al hemisferio sur.  Benjamin Franklin (1706-1790) trazó por primera vez el curso de la Corriente del Golfo para utilizarlo en el envío de correo desde los Estados Unidos a Europa. Francis Galton (1822-1911) inventó el término anticiclón. Helmut Landsberg (1906-1985) fomentó el uso del análisis estadístico en la climatología, lo que llevó a su evolución hacia una ciencia física.
A principios del siglo XX, la climatología se centraba principalmente en la descripción de los climas regionales. Esta climatología descriptiva era principalmente una ciencia aplicada, que proporcionaba a los agricultores y a más personas interesadas estadísticas sobre cuál era el tiempo normal y qué posibilidades había de que se produjeran fenómenos extremos. Para ello, los climatólogos tuvieron que definir una normalidad climática, o una media del tiempo y de los extremos climáticos a lo largo de un periodo que suele ser de 30 años.
A mediados del siglo XX, muchos supuestos de la meteorología y la climatología consideraban que el clima era más o menos constante. Aunque los científicos conocían los cambios climáticos del pasado, como el edad de hielo, el concepto de clima inmutable era útil para el desarrollo de una teoría general de lo que determina el clima. Esto empezó a cambiar en las décadas siguientes, y aunque la historia de la ciencia del cambio climático empezó antes, el cambio climático no se convirtió en uno de los temas de estudio más importantes para los climatólogos hasta la década de los setenta.

## Métodos para estimar el clima
El estudio de los climas contemporáneos incorpora datos meteorológicos acumulados a lo largo de muchos años, como registros de precipitaciones, temperatura y composición atmosférica. El conocimiento de la atmósfera y su dinámica también se plasma en modelos, ya sea estadístico o matemático, que ayudan a integrar diferentes observaciones y a comprobar cómo encajan. La modelización se utiliza para comprender los climas pasados, presentes y futuros.
La investigación sobre el clima se ve dificultada por la gran escala, los largos periodos de tiempo y los complejos procesos que lo rigen. El clima se rige por leyes físicas que pueden expresarse como ecuaciones diferenciales. Estas ecuaciones están acopladas y no son lineales, por lo que las soluciones aproximadas se obtienen utilizando métodos numéricos para crear modelos climáticos globales. El clima se modela a veces como un proceso estocástico, pero esto se acepta generalmente como una aproximación a procesos que, de otro modo, son demasiado complicados de analizar.

### Datos climáticos
La recopilación de registros largos de variables climáticas es esencial para el estudio del clima. La climatología se ocupa de los datos agregados que ha recogido la meteorología. Los científicos utilizan observaciones directas e indirectas del clima, desde Satélites de observación de la Tierra e instrumentación científica como una red global de termómetros, hasta hielo prehistórico extraído de glaciares. Como la tecnología de medición cambia con el tiempo, los registros de datos no se pueden comparar directamente. Como las ciudades suelen ser más cálidas que las zonas circundantes, la urbanización ha hecho necesario corregir constantemente los datos por este efecto de isla de calor urbana.

### Modelos
Los modelos climáticos utilizan métodos cuantitativos para simular las interacciones de la atmósfera, los océanos, la superficie terrestre y el hielo.  Se utilizan para diversos fines, desde el estudio de la dinámica del sistema meteorológico y climático hasta las proyecciones del clima futuro.  Todos los modelos climáticos equilibran, o casi, la energía entrante en forma de radiación electromagnética de onda corta (incluida la visible) hacia la Tierra con la energía saliente en forma de radiación electromagnética de onda larga (infrarroja) desde la Tierra. Cualquier desequilibrio provoca un cambio en la temperatura media de la Tierra. La mayoría de los modelos climáticos incluyen los efectos radiativos de los gases de efecto invernadero, como el dióxido de carbono. Estos modelos predicen una tendencia al alza en las temperaturas en la superficie, así como un aumento más rápido de la temperatura en las latitudes más altas.
Los modelos pueden ser desde relativamente simples hasta complejos:
- Un modelo simple de transferencia de calor radiante que trata la tierra como un solo punto y promedia la energía saliente.
- Esto puede ampliarse verticalmente (modelos radiativos-convectivos), u horizontalmente
- Modelo acoplado atmósfera-océano-hielo marino. Los modelos de circulación general discretizan y resuelven las ecuaciones completas de transferencia de masa y energía e intercambio radiante.
- Los modelos del sistema terrestre incluyen además la biosfera.

Además, están disponibles en diferentes resoluciones que van de >100 a 1 km. Las altas resoluciones de los modelos climáticos globales son muy exigentes desde el punto de vista computacional y solo existen unos pocos conjuntos de datos globales. Algunos ejemplos son ICON o datos reducidos técnicamente como CHELSA (Climatologías de alta resolución para las áreas de la superficie terrestre).

## Temas de investigación
Los temas que estudian los climatólogos se dividen a grandes rasgos en tres categorías: variabilidad del clima, mecanismos de cambio climático y cambio climático moderno.

### Procesos climatológicos
Varios factores influyen en el estado medio de la atmósfera en un lugar determinado. Por ejemplo, las latitudes medias tendrán un pronunciado estacional en la temperatura mientras que las tropicales muestran poca variación en la temperatura a lo largo del año. Otro control importante en el clima es la continentalidad: la distancia a las grandes masas de agua como océanos. Los océanos actúan como un factor moderador, por lo que las tierras cercanas a ellos suelen tener inviernos suaves y veranos moderados. La atmósfera interactúa con otras esferas del sistema climático, con vientos que generan corrientes oceánicas que transportan el calor por todo el planeta.

### Clasificación del clima
La clasificación es un aspecto importante de muchas ciencias como herramienta de simplificación de procesos complicados. A lo largo de los siglos se han desarrollado diferentes clasificaciones climáticas, siendo las primeras en la Antigua Grecia. La forma de clasificar los climas depende de su aplicación. Un productor de energía eólica requerirá diferente información (viento) en la clasificación que alguien interesado en la agricultura, para quien la precipitación y la temperatura son más importantes. La clasificación más utilizada, la clasificación climática de Köppen, se desarrolló a finales del siglo XIX y se basa en la vegetación. Utiliza datos mensuales de temperatura y precipitación.

### Variabilidad climática

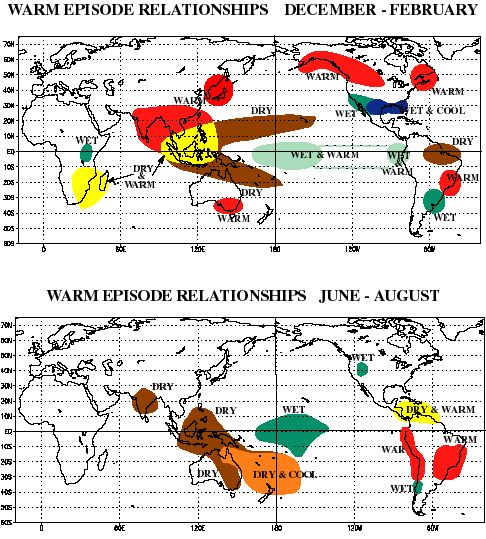
El Niño impacts

Existen diferentes modos de variabilidad: patrones recurrentes de temperatura u otras variables climáticas. Se cuantifican con diferentes índices. De la misma manera que el Promedio Industrial Dow Jones, basado en los precios de las acciones de 30 empresas, se utiliza para representar las fluctuaciones del mercado de valores en su conjunto, los índices climáticos se utilizan para representar los elementos esenciales del clima. Los índices climáticos suelen diseñarse con el doble objetivo de la simplicidad y la exhaustividad, y cada índice suele representar la situación y el momento del factor climático que representa. Por su propia naturaleza, los índices son sencillos y combinan muchos detalles en una descripción generalizada de la atmósfera o el océano que puede utilizarse para caracterizar los factores que influyen en el sistema climático mundial.
El Niño-Oscilación del Sur (ENSO) es un fenómeno acoplado océano-atmósfera en el océano Pacífico responsable de la mayor parte de la variabilidad global de la temperatura, y tiene un ciclo de entre dos y siete años. La oscilación del Atlántico Norte es un modo de variabilidad que se limita principalmente a la atmósfera inferior, la troposfera. La capa de la atmósfera superior, la estratosfera, también es capaz de crear su propia variabilidad, sobre todo en la oscilación Madden-Juliana (MJO), que tiene un ciclo de aproximadamente 30-60 días. La oscilación interdecenal del Pacífico puede crear cambios en el océano Pacífico y en la baja atmósfera en escalas de tiempo decenales.

### Cambio climático
El cambio climático se produce cuando los cambios en el sistema climático de la Tierra dan lugar a nuevos patrones meteorológicos que se mantienen durante un largo periodo de tiempo. Este periodo de tiempo puede ser tan corto como unas pocas décadas o tan largo como millones de años. El sistema climático recibe casi toda su energía del sol. El sistema climático también emite energía al espacio exterior. El equilibrio entre la energía entrante y la saliente, y el paso de la energía a través del sistema climático, determina el presupuesto energético de la Tierra. Cuando la energía entrante es mayor que la saliente, el balance energético de la Tierra es positivo y el sistema climático se calienta. Si sale más energía, el balance energético es negativo y la Tierra se enfría. El cambio climático también influye en el nivel del mar medio.]
El cambio climático moderno está impulsado por las emisiones humanas de gas de efecto invernadero procedentes de la quema de combustibles fósiles que aumentan la temperatura media global en superficie. Sin embargo, el aumento de las temperaturas es solo uno de los aspectos del cambio climático moderno, ya que también se han observado cambios en las precipitaciones, en la trayectoria de las tormentas y en la nubosidad. Las temperaturas más cálidas están impulsando otros cambios en el sistema climático, como el derretimiento generalizado de los glaciares, el aumento del nivel del mar y los cambios en la flora y la fauna.

## Diferencias con la meteorología
A diferencia de la meteorología, que se centra en los sistemas meteorológicos a corto plazo que duran hasta unas pocas semanas, la climatología estudia la frecuencia y las tendencias de esos sistemas. Estudia la periodicidad de los fenómenos meteorológicos a lo largo de años a milenios, así como los cambios en los patrones meteorológicos medios a largo plazo, en relación con las condiciones atmosféricas. Los climatólogos estudian tanto la naturaleza de los climas -local, regional o global- como los factores naturales o inducidos por el hombre que hacen que los climas cambien. La climatología tiene en cuenta el pasado y puede ayudar a predecir el futuro cambio climático.
Los fenómenos de interés climatológico incluyen la capa límite atmosférica, la patrones de circulación, la transferencia de calor (radiativa, convectiva y latente), las interacciones entre la atmósfera y los océanos y la superficie terrestre (en particular la vegetación, el uso del suelo y la topografía), y la composición química y física de la atmósfera.